# Испанско-малийские отношения
Испанско-малийские отношения — двусторонние дипломатические отношения между Испанией и Мали.
Мали имеет одно посольство в Мадриде и три консульства в Мадриде, Барселоне и Санта-Крус-де-Тенерифе. Дипломатическое представительство Республики Мали в Испании было открыто в начале 2011 года не только для укрепления связей между Мали и Испанией, но и для обеспечения обслуживания граждан Мали, проживающих в Испании. У Испании есть посольство в Бамако.

## Дипломатические миссии

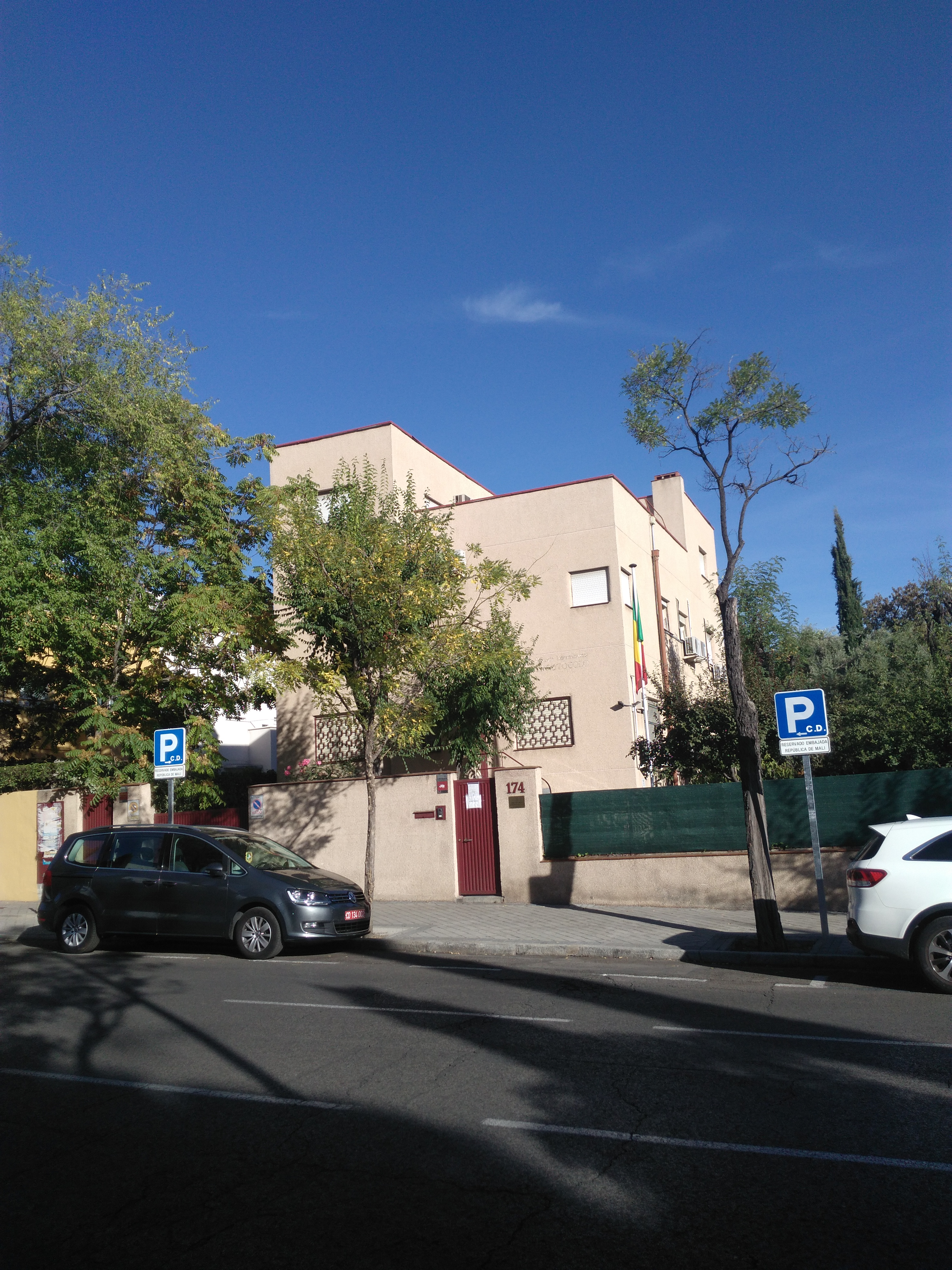
Посольство Мали в Испании

Посольство Испании в Мали начало свою деятельность в июле 2006 года, а офис технического сотрудничества — в январе 2008 года. Инаугурация посольства состоялась 26 января 2008 года в рамках тура MAEC по 5 странам Африки к югу от Сахары.
Двусторонние отношения развиваются быстрыми темпами, основанными на интенсивном обмене визитами на высоком уровне. Испания и Мали имеют общие стратегические интересы, в частности, борьбу с бедностью, борьбу с организованной преступностью и терроризмом и совместное управление миграционными потоками в рамках всеобъемлющего и глобального подхода.
В рамках растущей динамики двусторонних отношений совет министров Мали принял решение об открытии посольства в Мадриде 29 июля 2009 года. Чрезвычайный и Полномочный посол Республики Мали в Испании был назначен 14 апреля 2010 года.

## Экономические отношения
Нынешняя нестабильность в сфере политики и безопасности в Мали, а также тот факт, что страна находится в ситуации военного конфликта, означают, что в краткосрочной перспективе правовые и экономические рамки страны не являются адекватными для поощрения испанских инвестиций. Однако в рамках деловых возможностей власти Мали в прошлом выражали заинтересованность в развитии двустороннего сотрудничества в ряде областей посредством инвестиций испанских компаний в основной сектор, инфраструктуру, банковское дело, телекоммуникации и туризм. Также примечателен тот факт, что окно возможностей для испанских компаний находится в рамках тендеров Европейского Союза с финансированием EDF или другими инструментами и которые особенно актуальны в области инфраструктуры.

## Сотрудничество
Мали включена в качестве приоритетной страны для испанского сотрудничества в годовой план международного сотрудничества на 2006 год. В 2007 году подписано соглашение о сотрудничестве, а в 2008 году была подписана 1-я Совместная комиссия. В Бамако открыли офис технического сотрудничества. III Генеральный план на 2009—2012 годы закрепил долгосрочную приверженность испанского сотрудничества развитию Мали как страны широкой ассоциации, высшей категории, которая была ратифицирована с утверждением недавнего IV Генерального плана на 2013—2016 годы.